# Archernis argocephala
Archernis argocephala là một loài bướm đêm trong họ Crambidae.